# José María Romero (1964)
José María Romero (8 oktober 1964) is een voormalig Boliviaans voetballer, die speelde als middenvelder. Hij kwam onder meer uit voor Chaco Petrolero uit de hoofdstad La Paz.

## Interlandcarrière
Romero speelde welgeteld één interland voor Bolivia. Onder leiding van de Baskische bondscoach Xabier Azkargorta maakte hij zijn debuut op 29 januari 1993 in de vriendschappelijke thuiswedstrijd tegen Honduras in Cochabamba, net als Marco Sandy. Bolivia won dat duel met 3-1 door treffers van Gustavo Quinteros en Johnny Villarroel (2). Romero moest na één speelhelft plaatsmaken voor Villarroel.